# ديفيد أوناما
ديفيد عليجا أوناما (بالإنجليزية: David Aliga Onama؛ مواليد 7 يونيو 1994) هو مُقاتل فنون قتالية مختلطة أوغندي يُنافس في فئة وزن الريشة في يو إف سي. اعتبارًا من 1 يوليو 2025، احتل المرتبة رقم 13 في تصنيفات يو إف سي لوزن الريشة.

## وصلات خارجية
لا توجد روابط لمواقع التواصل الاجتماعي.

- ديفيد أوناما على موقع يو إف سي (الإنجليزية)
- ديفيد أوناما على موقع شيردوغ (الإنجليزية)
- ديفيد أوناما على موقع Tapology.com (الإنجليزية)